# Ochromelinda thoracica
Ochromelinda thoracica är en tvåvingeart som först beskrevs av Villeneuve 1934.  Ochromelinda thoracica ingår i släktet Ochromelinda och familjen spyflugor. Inga underarter finns listade i Catalogue of Life.